# 2S38 Deriwacja-PWO
2S38 Deriwacja-PWO – rosyjski samobieżny zestaw przeciwlotniczy wykorzystujący podwozie bojowego wozu piechoty BMP-3 zaprojektowany i produkowany przez zakłady Urałwagonzawod. Opracowany został według nowej struktury projektowej i przeznaczony do wykorzystywania pasywnego rozpoznawania i śledzenia celów powietrznych. Według portalu „Military Today” zestaw ten jest przygotowywany jako następca wprowadzonego w latach 80-tych XX wieku systemu 2K22 Tunguska. Zakończenie prób państwowych 2S38 jest planowane na 2022 rok. 
Pojazd został po raz pierwszy zaprezentowany 21 sierpnia 2018 roku w trakcie międzynarodowych targów „Armia 2018”, a 24 czerwca 2020 roku wziął po raz pierwszy udział w paradzie z okazji Dnia Zwycięstwa na moskiewskim Placu Czerwonym. 

## Charakterystyka
Zestaw przeciwlotniczy 2S38 jest posadowiony na zmodyfikowanym podwoziu bojowego wozu piechoty BMP-3. Zaprojektowany został do zwalczania celów powietrznych takich jak bezzałogowe statki powietrzne, pociski manewrujące, pociski rakietowe powietrze-ziemia, samoloty szturmowe czy śmigłowce. Potrafi prowadzić działania niezależnie od pory dnia i nocy oraz w środowisku operowania środków walki elektronicznej, a ogień może być prowadzony zarówno na postoju, jak i w trakcie jazdy. 
Podobnie jak w czołgu T-14 załoga zajmuje pozycje w opancerzonej kapsule zdalnie sterując bezzałogową wieżą z wnętrza pojazdu. Jest on wyposażony w systemy optoelektrycznego śledzenia i detekcji celu oraz system kierowania ogniem sprzężony z wizyjnym i termicznym kanałem obrazowania. Pojazd posiada pewne właściwości stealth pozwalające mu pozostawać niewidocznym dla systemów radarowych. Kadłub i wieża są wykonane ze spawanego stopu aluminium i zapewniają ochronę przed pociskami kalibru 14,5 mm, przedni korpus posiada dodatkowo kompozytowy pancerz chroniący przed pociskami kalibru 30 mm. 
Pojazd jest wyposażony w armatę automatyczną 2A90 kalibru 57 mm o szybkostrzelności wynoszącej 120 pocisków na minutę, na pokładzie znajduje się zapas 148 pocisków. Może ona być podnoszona i opuszczana w zakresie od -5 do +75 stopni, a jej maksymalny zasięg wynosi 9500 m (przy efektywnym zasięgu 4500 m). Uzbrojenie uzupełnia karabin maszynowy PKTM kalibru 7,62 mm montowany zewnętrznie i przeznaczony do obrony przed piechotą przeciwnika.

## Użytkownicy
- Rosja

## Galeria

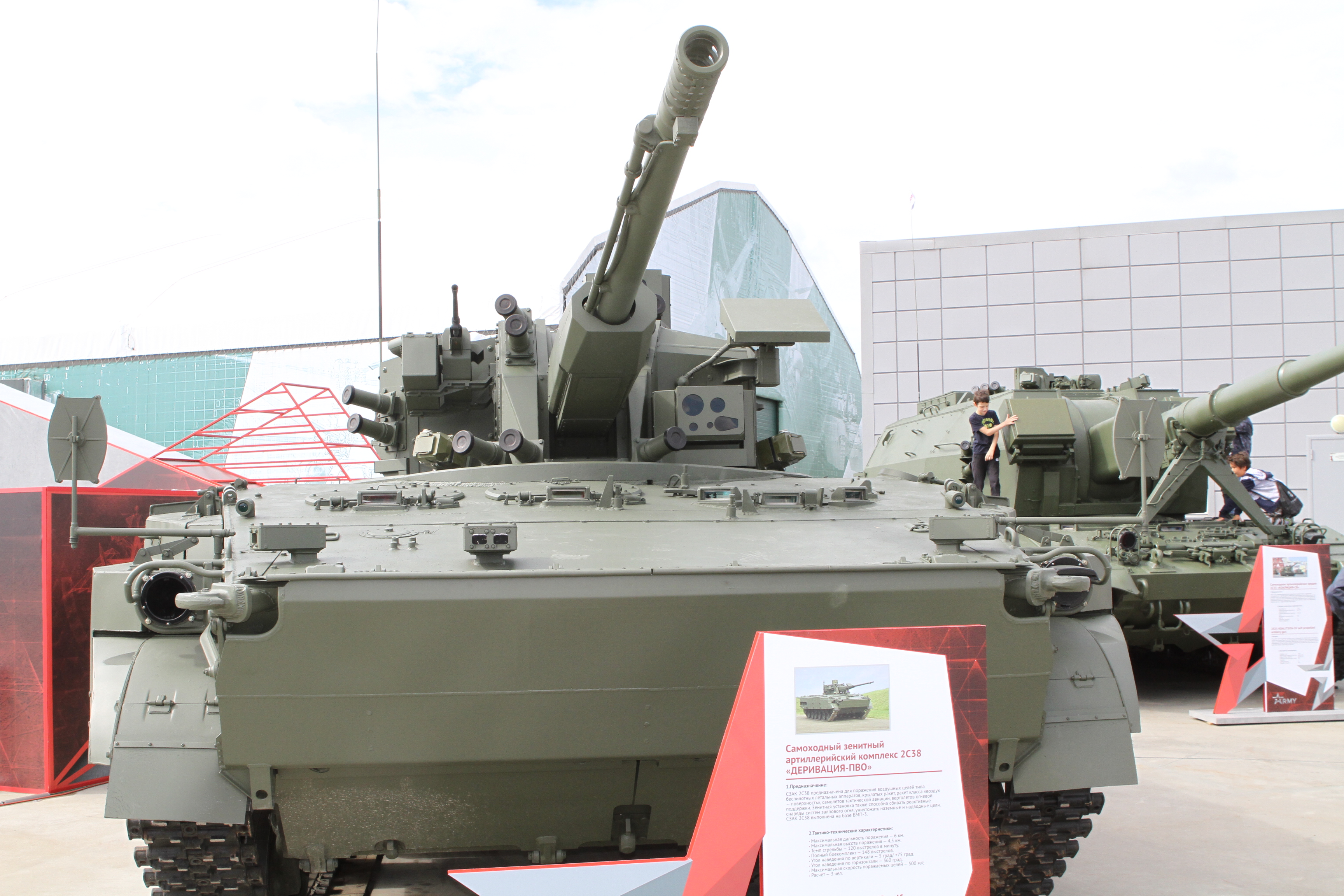
Zbliżenie na front
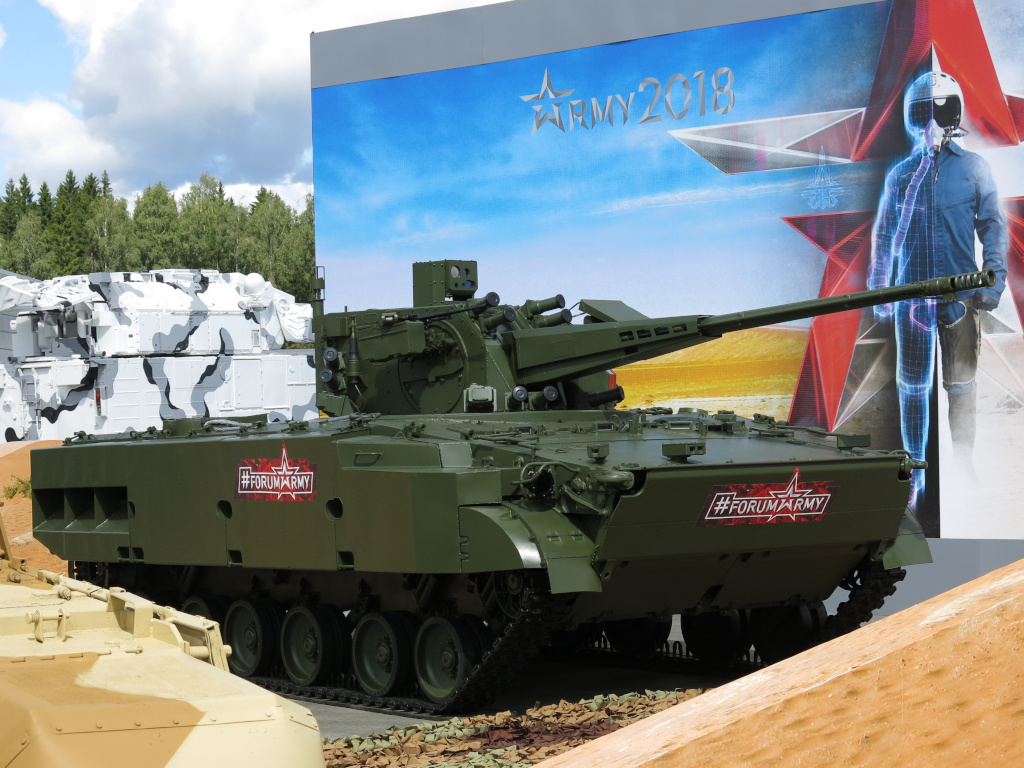
Widok z boku
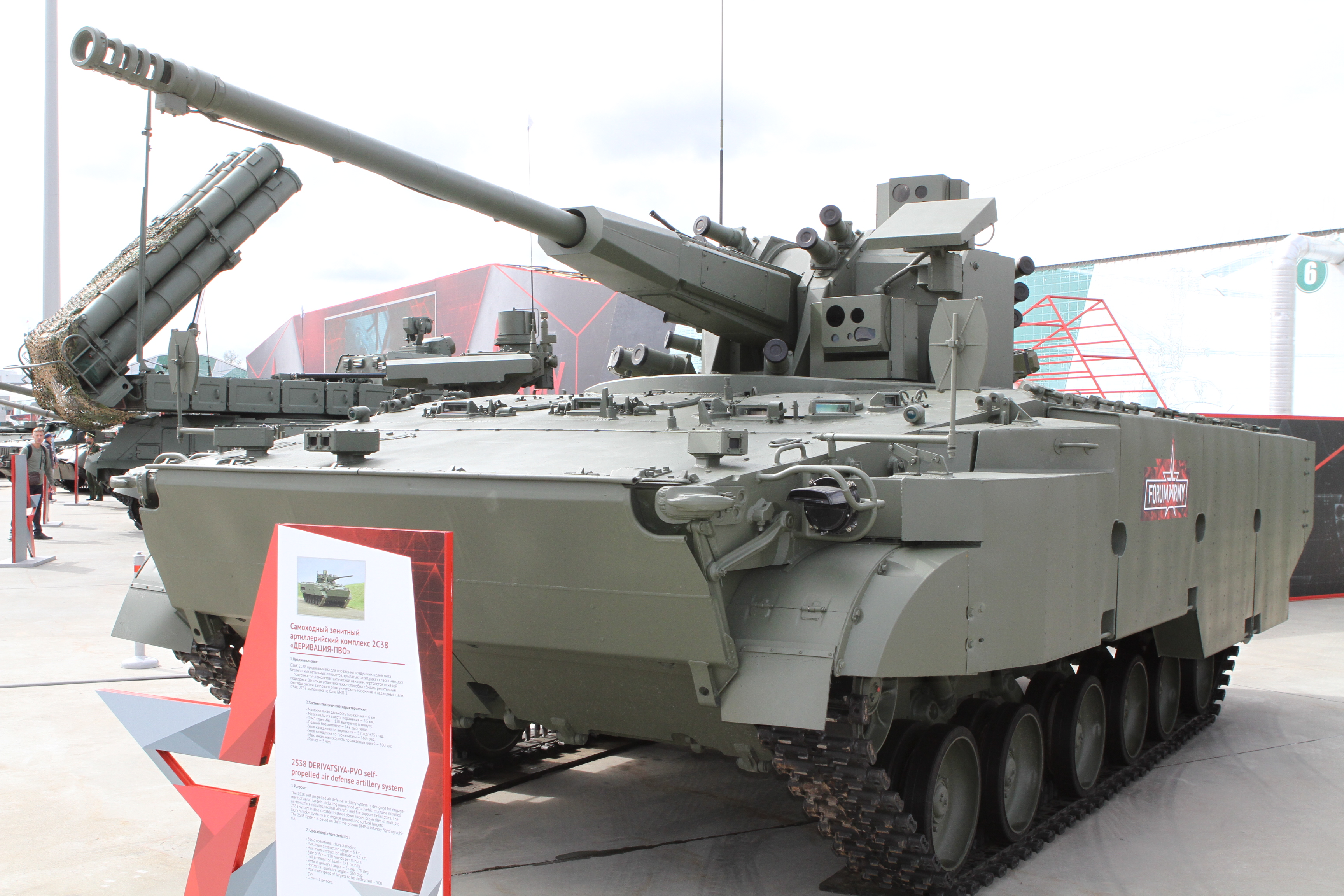
Widok pod kątem, dobrze widoczne elementy wyposażenia wieży